# Bob Stewart (Musiker)

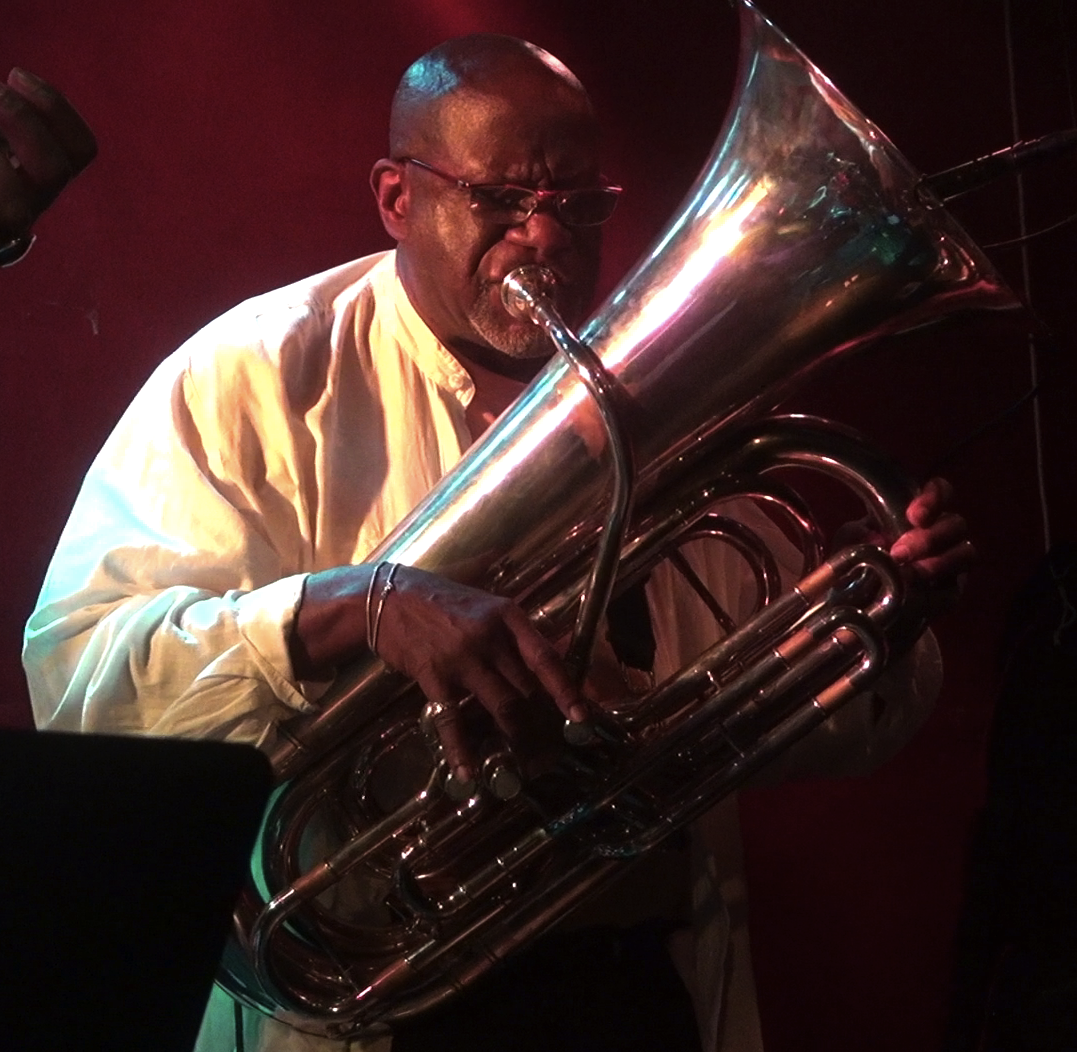
Bob Stewart (2012)

Bob Stewart (* 3. Februar 1945 in Sioux Falls, South Dakota) ist ein US-amerikanischer Tubist des Creative Jazz. Durch seine perfekten Basslinien konnte z. B. Lester Bowies Brass Fantasy auf einen Bassisten verzichten – Bowie lobte ihn immer als „the man who never stops“. Aber auch solistisch brilliert Stewart auf seinem Instrument, der gemeinsam mit Howard Johnson die Tuba im zeitgenössischen Jazz durchsetzte.

## Leben und Wirken
Stewart hatte ursprünglich Trompete gelernt, 1962–66 studierte er aber auch Tuba am Philadelphia College of the Performing Arts. Dann arbeitete er in Philadelphia als Grundschullehrer und spielte in Oldtime-Gruppen. 1968 zog er nach New York, wo er mit dem Tubisten Howard Johnson das Tuba-Ensemble Gravity gründete, das u. a. Taj Mahal begleitete (The Real Thing 1971). In den nächsten Jahren spielte er in den Formationen von Carla Bley, Charles Mingus, Gil Evans, Sam Rivers und im Jazz Composer’s Orchestra. Dann arbeitete er bei Dizzy Gillespie, McCoy Tyner, Muhal Richard Abrams und im Globe Unity Orchestra; 1984 holte ihn Lester Bowie in seine Brass Fantasy; ab 1986 war er auch für Henry Threadgill und Herb Robertson (Shades of Bud Powell) tätig. Nach seiner ersten Zeit bei Lester Bowie gründete er seine eigene Mini Brass Band First Line mit Musikern aus Bowies Brass Fantasy. 1991 war er an dem Album David Murray Big Band Conducted by Lawrence „Butch“ Morris beteiligt. 
In den 1990er Jahren arbeitete Stewart auch im Quartett mit Christof Lauer, Wolfgang Puschnig und Thomas Alkier (Bluebells, 1992). Stewart, der immer weiter auch als Lehrer tätig war, präsentierte wenige, aber sorgfältig konzipierte Alben unter eigene Namen, darunter das Debüt First Line (1987), gefolgt von Goin' Home (1988) mit seiner First Line Band und Then And Now. Er wirkte auch bei Alben von Machito, Arthur Blythe (Back to the Roots),  John Clark (I Will, 1997), Bill Frisell, Gunter Hampel, Herb Robertson, Pharoah Sanders, Don Cherry, Bob Belden, Gebhard Ullmann, Joe Daley (The Seven Deadly Sins, 2010), Michael Blake (Combobulate, 2022), des Lincoln Center Jazz Orchestra und Jeff Lederer (Guilty!!!, 2024) mit.

## Film „Jazz On a Winters Day“

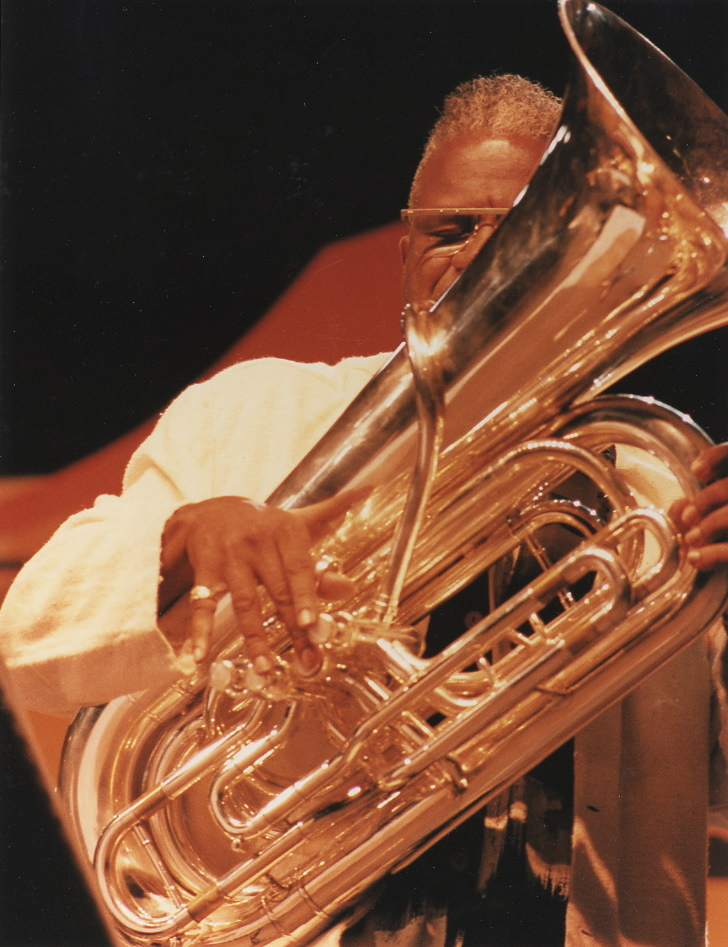
Bob Stewart (2008)

2006 leitete Bob Stewart beim SNOWJAZZ-Festival im Sägewerk in Bad Hofgastein einen 4-tägigen Workshop mit 25 Blechblasmusikern aus traditionellen Blasmusikkapellen (vorwiegend aus Salzburg und Wien). Das Ergebnis des Workshops endete in einem Konzert im traditionellen Kongresshaus Bad Gastein vor rund 600 Besuchern. Die Filmemacher Sven Jansel und Gerald Lehner begleiteten Bob Stewart in den Tagen dieses Workshops und dokumentierten dieses musikalische „Afro-Alpin-Experiment“ in ihrem 45-minütigen Dokumentarfilm „Jazz On a Winters Day“, der am 16. März 2007 im Casino Bad Gastein seine Weltpremiere feierte.

## Diskographische Hinweise
- First Line (Winter & Winter, 1987) mit Stanton Davis, Steve Turre, Idris Muhammad, Arto Tunçboyacıyan
- Goin´ Home (Winter & Winter, 1988) mit James Zollar, John Clark, Ed Blackwell
- Then & Now (Postcards Records, 1996) mit Taj Majal, Carlos Ward, Steve Turre und Graham Haynes
- Heavy Metal Duo: Work Songs and Other Spirituals (2008) mit Ray Anderson
- Dave Burrell / Bob Stewart: The Crave (1994, ed. 2016)

## Lexikalische Einträge
- Ian Carr, Digby Fairweather, Brian Priestley: Rough Guide Jazz. Der ultimative Führer zur Jazzmusik. 1700 Künstler und Bands von den Anfängen bis heute. Metzler, Stuttgart/Weimar 1999, ISBN 3-476-01584-X.
- Leonard Feather, Ira Gitler: The Biographical Encyclopedia of Jazz. Oxford University Press, New York 1999, ISBN 0-19-532000-X.
- Martin Kunzler: Jazz-Lexikon. Band 2: M–Z (= rororo-Sachbuch. Bd. 16513). 2. Auflage. Rowohlt, Reinbek bei Hamburg 2004, ISBN 3-499-16513-9.